# Computer Lib/Dream Machines
Computer Lib è un libro del 1974 di Ted Nelson, pubblicato insieme a Dream Machines, un altro libro di Nelson, con una doppia copertina anteriore per indicare la sua natura "interconnessa" (intertwingled secondo un neologismo coniato dallo stesso Nelson). La prima edizione è stata autopubblicata dall'autore. La seconda è stata data alle stampe nel 1987 da Microsoft Press, con una prefazione di Stewart Brand. Computer Lib, sottotitolato "Puoi e devi capire i computer ADESSO", è stato influenzato dal Whole Earth Catalog di Brand ed è considerato uno dei primi libri sul personal computer.

## Contenuto
Nelson scrive appassionatamente riguardo alla necessità che le persone comprendano profondamente i computer, più profondamente di quanto non si faccia con la semplice alfabetizzazione informatica, che Nelson considera una familiarità eccessivamente superficiale con hardware e software particolari. Il suo grido di protesta "Down with Cybercrud" ("Abbasso il gergo tecnico informatico") è rivolto contro la centralizzazione dei computer (come quella promossa all'epoca da IBM), e contro quelle che considera le falsità intenzionali che "le persone informatiche" diffondono tra i non addetti ai lavori per perpetrarne l'ignoranza. In Dream Machines, Nelson tratta il potenziale multimediale flessibile del computer, che all'epoca era una novità sorprendente.
Il libro di Nelson è un manifesto vivace che ha ispirato una generazione di amanti del computer fai-da-te. Nel suo libro Tools for Thought, Howard Rheingold definisce Computer Lib "il manifesto clandestino più venduto della rivoluzione del microcomputer".  Nel libro di Steven Levy, Hackers, Computer Lib è descritto come "l'epopea della rivoluzione informatica, la bibbia ed il sogno degli hacker. [Nelson] fu testardo abbastanza da pubblicarlo quando nessun altro sembrava pensare che fosse una buona idea."  Pubblicato poco prima del rilascio del kit Altair 8800, Computer Lib è spesso considerato il primo libro sul personal computer.

## Formato
Entrambe le edizioni del 1974 e del 1987 hanno un layout non convenzionale, con due copertine frontali (una per Computer Lib e l'altra per Dream Machines) e la divisione tra i due libri contrassegnata dal testo (per l'altro lato) ruotato di 180°. Il testo stesso è suddiviso in più sezioni, con virgolette simulate, fumetti, barre laterali, ecc. Secondo Steven Levy, i requisiti di formato di Nelson per le "pagine piene di una stampa così piccola che era difficile da leggere, insieme a annotazioni scarabocchiate, e disegni maniacalmente amatoriali" potrebbero aver contribuito alla difficoltà di trovare un editore per la prima edizione. Nelson ha pagato 2.000 dollari di tasca sua per la prima tiratura di diverse centinaia di copie.
Il layout mostrava somiglianze, oltre che con il Whole Earth Catalog, con la newsletter della People's Computer Company (PCC), pubblicata da un omonimo gruppo di Menlo Park, dove il libro di Nelson avrebbe guadagnato (come descritto da Levy) "un seguito da culto... Ted Nelson era trattato come un re alle cene del  [PCC]".

## Neologismi
Nelson ha introdotto termini come ipertesto, intertwingled e cybercrud:
- cybercrud indica l'uso di un gergo oscuro nei confronti di non specialisti dell'informatica e l'imposizione di compiti inutilmente ardui nell'uso del computer (in particolare, costringendo l'utente ad adattarsi a un sistema rigido, inflessibile, mal concepito)[4]
- intertwingled è un termine usato per indicare la complessità delle correlazioni nella conoscenza umana e la natura di rete di ogni forma di informazione[5]